# Agawam (Wampanoag)
Agawam, /“a place where fish are caught,”/ pleme saveza Wampanoag Indijanaca naseljeno u prvoj ranoj polovici 17. stoljeća uz rijeku Wareham na području kasnijeg Warehama u okrugu Plymouth u Massachusettsu. Agawame je 1602. otkrio engleski istraživač Bartholomew Gosnold, a svoj teritorij 1655. prodaju koloniji Plymouth, na čijem će mjestu niknuti grad Wareham. 